# Naco, Mexiko
Naco är en kommunhuvudort i Mexiko.   Den ligger i kommunen Naco och delstaten Sonora, i den nordvästra delen av landet, 1 700 km nordväst om huvudstaden Mexico City. Naco ligger 1 423 meter över havet och antalet invånare är 5 193.
Terrängen runt Naco är varierad. Runt Naco är det mycket glesbefolkat, med 5 invånare per kvadratkilometer. Det finns inga andra samhällen i närheten. Omgivningarna runt Naco är i huvudsak ett öppet busklandskap.